# Ernst Gottfried Fischer
Ernst Gottfried Fischer (Saalfeld/Saale, 17 de julho de 1754 – Berlim, 27 de janeiro de 1831) foi um químico, matemático e físico alemão. Foi professor da Universidade de Berlim.

## Formação e carreira
Filho de um padre, estudou teologia e matemática de 1773 a 1776 em Halle, aluno de Johann Andreas von Segner. De 1782 a 1829 lecionou matemática e física no "Gymnasium am Grauen Kloster" em Berlim. Foi também de 1810 a 1830 professor de física na Universidade de Berlim.
Em 1801 traduziu Recherches sur les lois de l´affinité de Claude-Louis Berthollet em alemão (1802).
Em 1803 foi eleito membro da Academia de Ciências da Prússia e em 1819 da Academia Leopoldina. Em 1801 foi admitido na loja maçônica Zur Eintracht.

## Obras
- Anfangsgründe der Stöchyometrie, 1792
- Lehrbuch der mechanischen Naturlehre, (französische Übersetzung von J. B. Biot, 1806)
- Über die zweckmäßige Einrichtung der Lehranstalten für die gebildeten Stände, 1806
- Untersuchungen über den eigentlichen Sinn der höheren Analysis, 1808
- Kepler und die unsichtbare Welt, 1819, Neudruck 1882
- Lehrbuch der Elementar-Mathematik, 5 Teile, 1820–35,